# Тасманийска планинска скарида
Тасманийските планински скариди (Anaspides tasmaniae) са вид висши ракообразни от семейство Anaspidesidae.
Срещат се в сладководни водоеми в Тасмания на надморска височина над 300 метра.